# Guido Jung

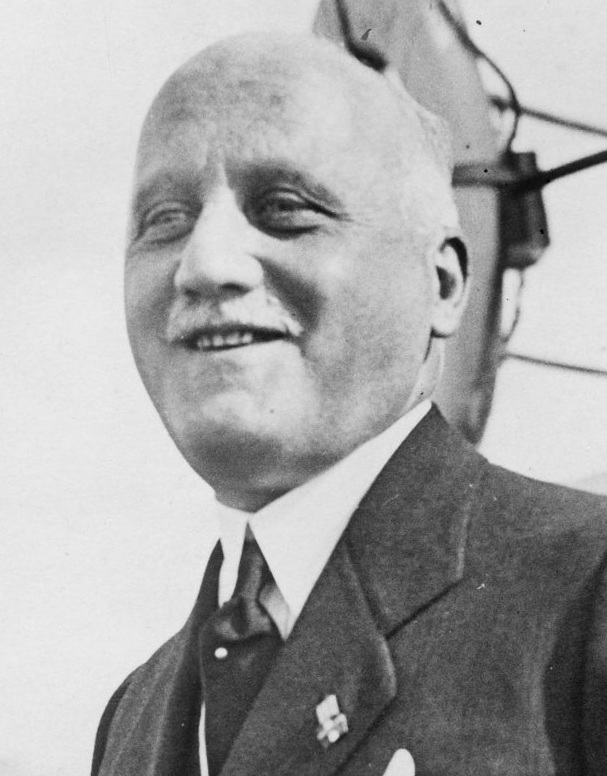
Guido Jung

Guido Jung (* 2. Februar 1876 in Palermo; † 25. Dezember 1949 auf Sizilien) war ein italienischer Bänker, Diplomat und Händler. Obwohl er ein auf Sizilien geborener deutschstämmiger Jude war, wurde er Mitglied des Großen Faschistischen Rates und diente von 1932 bis 1935 als italienischer Finanzminister unter Benito Mussolini. Nach dem Sturz Mussolinis war er 1944 erneut für einige Monate Finanzminister Italiens. Jung war ein überzeugter Faschist, lehnte den deutschen Nationalsozialismus allerdings ab.

## Laufbahn
Jung wurde in Sizilien als Sohn einer wohlhabenden orthodoxen jüdischen Kaufmannsfamilie geboren, die aus Deutschland stammte und Früchte aus Sizilien exportierte. Er wuchs im Palazzo Jung auf, einer repräsentativen neoklassischen Villa in Palermo. Als junger Mann absolvierte er eine kaufmännische Lehre in London und führte später das Früchtegeschäft seiner Familie weiter. Er gehörte auch dem Verwaltungsrat der Bank von Palermo an, wofür er 1906 in den Orden der Krone von Italien im Rang eines Cavaliere erhielt. Im Ersten Weltkrieg diente Jung in der italienischen Armee und wurde mit der silbernen Tapferkeitsmedaille ausgezeichnet. Nach dem Krieg nahm Jung als Mitglied der Finanzdelegation an den Friedensverhandlungen von Versailles teil. Seine Überzeugung, dass Italien als Siegermacht zu kurz gekommen sei, ließ Jung (damals Mitglied der Associazione Nazionalista Italiana) zu einem Unterstützer des Faschismus werden. Jung, der 1922 im Jahr des Marschs auf Rom als Finanzattaché an der italienischen Botschaft in Washington, D.C., tätig gewesen war und danach Cesare Mori in Sizilien unterstützt hatte, wurde im Sommer 1932 von Mussolini zum Finanzminister gemacht. Die leitenden Minister der Regierung waren de facto auch Mitglieder des Großen Faschistischen Rates. Benito Mussolini soll damals argumentiert haben, dass „ein Jude für die Finanzen verantwortlich sein sollte“.
Als Finanzminister war Jung an der Gründung des Istituto per la Ricostruzione Industriale beteiligt. Er war auch der italienische Delegierte bei der Londoner Konferenz (1933) und wurde in Nachrichtenberichten dafür gewürdigt, dass er „die widerstreitenden Elemente des Treffens davon abhielt, die Konferenz völlig zu stören“. Bei dieser Konferenz vereinbarte er ein Geheimabkommen mit Chinas T. V. Soong. Im Mai 1933 vertrat er Italien bei Zollverhandlungen in den Vereinigten Staaten und wurde von US-Präsident Franklin Roosevelt bei einem offiziellen Abendessen im Weißen Haus empfangen. Bei einem Staatsbesuch von Hermann Göring in Rom traf dieser dort auf Jung. Guido Jung äußerte sich ablehnend über den deutschen Nationalsozialismus. In einem Interview mit der Jewish Telegraphic Agency aus dem Jahr 1933 sagte Jung, der Unterschied zwischen Nationalsozialismus und Faschismus, sei wie der Unterschied zwischen „einem Säugling und einem zehnjährigen Jungen“. Tatsächlich teilte Mussolini nie den extremen Antisemitismus von Hitler. 1934 bezeichnete Jung Hitler als „Schwachkopf“ und „Schwätzer“. Er behauptete auch, dass es in Italien keinen Antisemitismus gebe und dass es sich bei diesem um eine „Doktrin handelt, die von jenen subalpinen Völkern vertreten wird, die zu der Zeit, als Rom Cäsar, Vergil und Augustus hatte, nicht schreiben konnten“.
Jungs Position in der Regierung sorgte für große Ablehnung bei Hitler und kurz vor Entstehen der Achse Berlin-Rom entließ Mussolini Jung 1935. Nach seiner Entlassung aus dem Kabinett meldete sich Jung, damals 59 Jahre alt, freiwillig zum Militärdienst in Äthiopien, wo er schließlich 6.000 Mann befehligte. Zu diesem Zeitpunkt war Jung zum römisch-katholischen Glauben übergetreten. Dennoch wurde Jung 1939, nach den auf Druck Hitlers verabschiedeten Italienischen Rassengesetzen, aus dem Militär entlassen. Seine persönlichen Appelle an Mussolini, ihm eine Ausnahmeregelung zu gewähren, blieben ungehört, obwohl er in den Berichten der OVRA als loyaler Faschist beschrieben wurde. Nach dem Sturz Mussolinis diente er 1944 für drei Monate erneut als Finanzminister unter Pietro Badoglio, was bei den Westmächten für Misstrauen sorgte, da Jung ein langjähriger Unterstützer des Faschismus gewesen war. Jungs zweite Amtszeit als Minister war nur von kurzer Dauer und er wurde nach nur drei Monaten entlassen. Auf seinen Antrag hin wurde er in seinen militärischen Rang zurückversetzt und kämpfte in den letzten Tagen des Zweiten Weltkriegs in Afrika und Europa, wobei er erneut ausgezeichnet wurde, obwohl er bereits fast 70 Jahre alt war. Jung starb 1949 nach dem Ende des Kriegs auf seiner Heimatinsel Sizilien.